# فييل هيسدين
فييل هيسدين (بالفرنسية: Vieil-Hesdin)‏ هي بلدية تقع في إقليم باد كاليه من منطقة نور با دو كاليه في شمال فرنسا. تبلغ مساحة هذه المدينة 9.82 (كم²)، وترتفع عن سطح البحر 37 م، يبلغ عدد سكانها 382 نسمة حسب إحصاء المعهد الوطني للإحصاء والدراسات الاقتصادية سنة 2009 م. وترأس Maurice Decoster البلدية خلال فترة (2001-2008).